# Le Monstre du campus
Pour plus de détails, voir Fiche technique et Distribution.
Le Monstre du campus (Boltneck ou Big Monster on Campus ou Teen Monster) est un film américain réalisé par Mitch Marcus, sorti directement en DVD en 2000.
Le film est une adaptation cinématographique moderne du roman de Mary Shelley, Frankenstein ou le Prométhée moderne.

## Synopsis
Lors d'une soirée, un étudiant saute dans la piscine des propriétaires sans apercevoir que celle-ci est vide. Il se retrouve avec des blessures très graves au cerveau et doit subir une transplantation pour remplacer le sien défectueux. Seulement, le cerveau qui lui est implanté est celui d'un serial killer.

## Fiche technique
Sauf indication contraire, les informations mentionnées dans cette section peuvent être confirmées par la base de données cinématographiques IMDb,  présente dans la section « Liens externes ».
- Titre original : Boltneck ou Big Monster on Campus et Teen Monster (titre DVD)
- Titre français : Le Monstre du campus[3]
- Réalisation : Mitch Marcus[4]
- Scénario : Dave Payne
- Direction artistique : Noel McCarthy
- Décors : Caryn Marcus
- Costumes : Wendy Range Rao
- Photographie : Russ Brandt
- Montage : Stan Cole et Daniel H. Holland
- Musique : Roger Neill et Ryeland Allison
- Casting : Dean E. Fronk et Donald Paul Pemrick
- Production : Paul Colichman (en) et Mark R. Harris ; Jeffrey Schenck et Melanie Weiner (coproduction)
  - Production exécutive : David Forrest, Hank Grover Stephen P. Jarchow et Beau Rogers
- Société(s) de production : Regent Entertainment
- Sociétés de distribution : Pioneer Entertainment et Regent Entertainment
- Pays d'origine :  États-Unis
- Langue originale : anglais
- Format : couleur - 1,85:1 - son Dolby
- Genre : Comédie horrifique
- Durée : 92 minutes
- Dates de sortie[5] :

États-Unis : 31 décembre 1998 (sortie très limitée) ; 17 octobre 2000 (sorti directement en DVD)
France : 28 novembre 2005 (sur W9)

## Distribution
- Matthew Lawrence : Frank Stein
- Justin Walker (en) : Lance Kipple
- Christine Lakin : Macy
- Christian Payne : Tuttle
- Shelley Duvall : Mme Stein
- Richard Moll : M. O'Reilly
- Charles Fleischer : M. Stockton
- Kenny Blank : Jordy
- Bianca Lawson : Darien Stompanato
- Judge Reinhold : M. Stein
- Nicole Nieth : Andrea Shrelonzky
- Brad Lesley (en) : Arnie
- Eric Siegel : l'officier Scott
- Richard Speight Jr. : le vendeur de comic book

## Accueil
Sur le site Rotten Tomatoes, le film a obtenu une note de 34 %.
Sur le site Horror Society, le film a reçu une notation moyenne à cinq étoiles de  3⁄5 ().

## Autour du film
En 2018, lors d'une campagne de publicité avec David Beckham pour le film Deadpool 2, Ryan Reynolds (habillé en Deadpool) s'excuse pour les flops critiques et commerciaux des films auxquels il a participé (y compris Green Lantern, RIPD : Brigade fantôme et Blade: Trinity). Il se montre offensé d'entendre le film Boltneck mentionné dans cette liste, le proclamant de « chef-d'œuvre, ».